# 庇古税
庇古税（英語：Pigouvian tax）是对任何产生负外部性（成本未包含在市场价格中）的市场活动的稅。该税种旨在纠正不良或低效的市场结果（市场失灵），并通过将税率设置为等于负外部性的外部边际成本来进行纠正，最終達到恢復市場健康發展的目的。
社会成本包括私人成本和外部成本。但是，在存在负外部性的情况下，市场活动的私人成本无法覆盖社会成本。在这种情况下，市场结果是低效的，并可能导致产品的过度消费。这种外部性的常见例子有环境污染，以及过度消费烟草和含糖饮料导致公共医疗保健费用的增加。在存在正外部性，即某种市场活动有助于公共利益，但因这种活动而受益的人并不为此付费情况下，此时市场上此类产品就可能会供应不足。类似的逻辑表明，可以设立庇古補貼来让消费者为有益社会的市场活动和产品付费，以鼓励增加其供给。为注射流感疫苗者提供补贴即为一例。
庇古税的研究，以英国经济学家亞瑟·塞西爾·庇古 （1877–1959）的名字命名，他还提出了经济外部性的概念。威廉·鮑莫爾在庇古1972年的现代经济学著作框架中贡献了重要力量。

## 庇古的原始论点
1920年，英国经济学家亞瑟·塞西爾·庇古撰写了《福利经济学》一书 。庇古在书中认为，工业家会寻求自己的边际私人利益。当边际社会利益与边际私人利益背离时，工业家没有动力将边际社会成本的成本内部化。相反，如果一个行业产生边际社会利益，获得利益的个人也没有动力为这项服务付费。在较早的版本中，庇古将这两种情况分别称为incidental uncharged disservices（偶然未付费损害）和incidental uncharged services（偶然未付费服务），现通称负外部性和正外部性。
庇古提供了许多“偶然未付费危害”的说明。例如，如果承包商在拥挤的社区中间建造工厂，工厂将导致交通拥堵、光线不足以及邻里的健康受损等“偶然未付费危害”。他还提到了销售酒精饮料的行业。庇古认为，由于饮酒和犯罪有关，出售酒精会导致警察和监狱的支出增加。换句话说，酒企的净私人收益相对于其社会净收益而言特别大。他认为这就是大多数国家对酒业征税的原因。
边际私人利益和边际社会利益之间的背离产生了两个主要结果。首先，如前所述，获得社会利益者不为此付费，而造成社会损害者也不为此付出代价。其次，当边际社会成本超过边际私人利益时，成本创造者会过度生产此类产品。最终，由于非货币外部性高估了其社会价值，因此它们被过度生产。
为了应对这种过剩，皮古建议对生产者征税。如果政府能够准确地计量社会成本，那么税收可以使边际私人成本和边际社会成本相等。更具体地说，生产者将不得不为它创造的非货币外部性付费。这将有效减少产品产量，使经济回到健康均衡状态。

## 庇古税的原理

庇古税收对产出的影响

该图说明了庇古税的运作原理。税收使边际私人成本曲线上移了其相应外部性的量。如果对工厂的排放量征税，生产者就有将产量减少到社会最优水平的动力。如果对单位生产的排放量百分比征税，工厂就有动力转向更清洁的工艺或技术。

## 例子
庇古税的实际例子包括：
- 碳税
- 脂肪税（英语：Fat tax）
- 奢侈稅
- 烟草税
- 酒精税

## 延伸阅读
- Mankiw, N. Gregory,  Second, Fort Worth: Harcourt College Publishers: 216, 2001, ISBN 978-0-03-025951-7.
- Pigou, A.C. II, Chapter IX: Divergences Between Marginal Social Net Product and Marginal Private Net Product （页面存档备份，存于） in The Economics of Welfare (1932)